# Schmitterite
La schmitterite è un minerale.